# Опушка

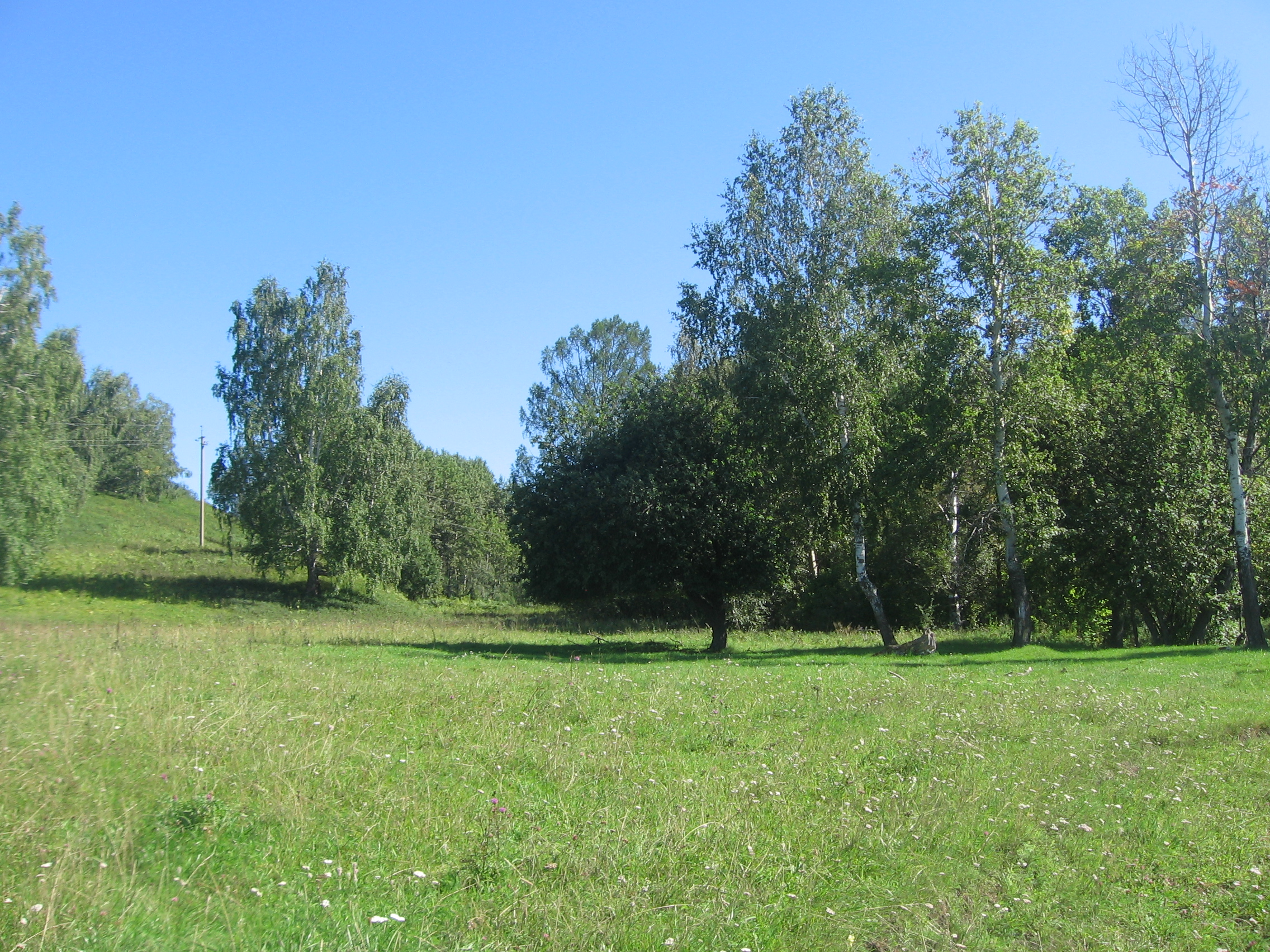
Опушка берёзово-осинового леса; Томская область

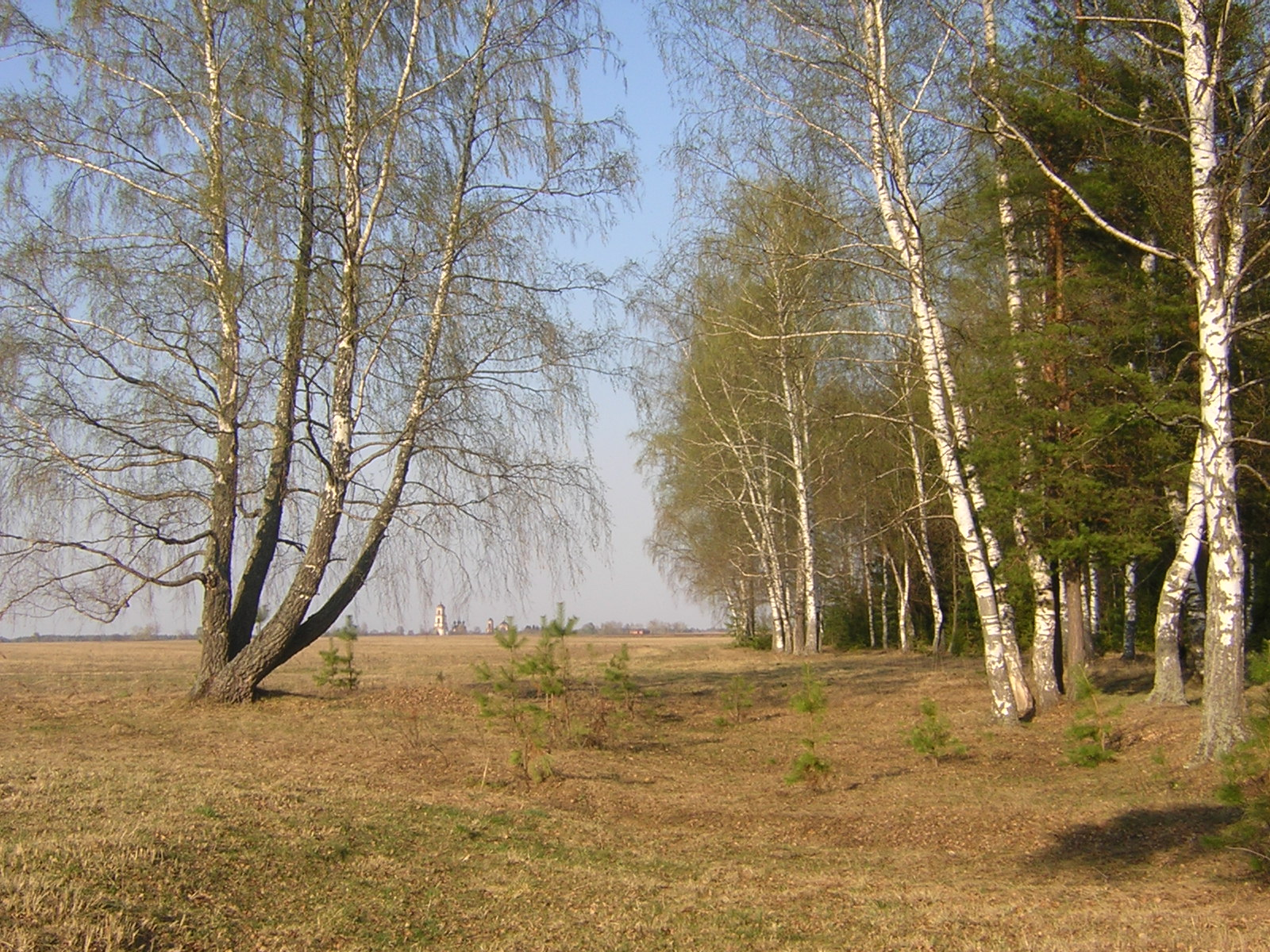
Опушка смешанного леса; Ивановская область

Опу́шка ле́са — край леса шириной до 100 м, переходная полоса (экотон) между лесом из всех составляющих его ярусов лесной растительности и смежным типом растительности (лугом, болотом и т. д.).
По Далю также уле́сок, у́лесь, уле́сье, обле́сье, взле́сок, приле́сье, поле́сье, опуша́на.
Происходит, по Фасмеру, от опуши́ть, пух; на край леса это название перенесено вторично.
Опушка бора, соснового леса называется подбо́рье.

## Экологические особенности опушки леса
На опушке леса меняется не только флора, но и фауна и состав почвы.
Многие звери и птицы, например, лесная завирушка предпочитают опушку глубинному лесу, так как здесь им предоставляется укрытие и больше света.
На опушке нередко растут иные деревья, чем в чаще леса. На опушках можно видеть низкорослые деревья, кустарники, среди них такие, например, как можжевельник, рябина, ракитник, боярышник, дёрен, шиповник, калина, бузина, жимолость, малина. Светлые опушки предпочитают и некоторые грибы, например, маслёнок обыкновенный, опёнки и другие.
Чем плавнее переход с открытой местности к лесу, тем меньше опасность повреждения деревьев сильными ветрами (ветровал). Поэтому опушкам придаётся большое значение в лесоводстве. Ветроупорные опушки для защиты леса от ветровала создают и искусственно.
Охотники используют опушки для наблюдения за дичью.
Пчёлы берут с медоносных растений, обильно растущих на опушках, взяток бо́льший, чем в глубине леса, — опушки хорошо освещены, а солнце усиливает выделение нектара.

## Социокультурные ассоциации с понятием опушки леса

### Пословицы
- По опушке лесу не узнаешь[5].

### Опушка в изобразительном искусстве

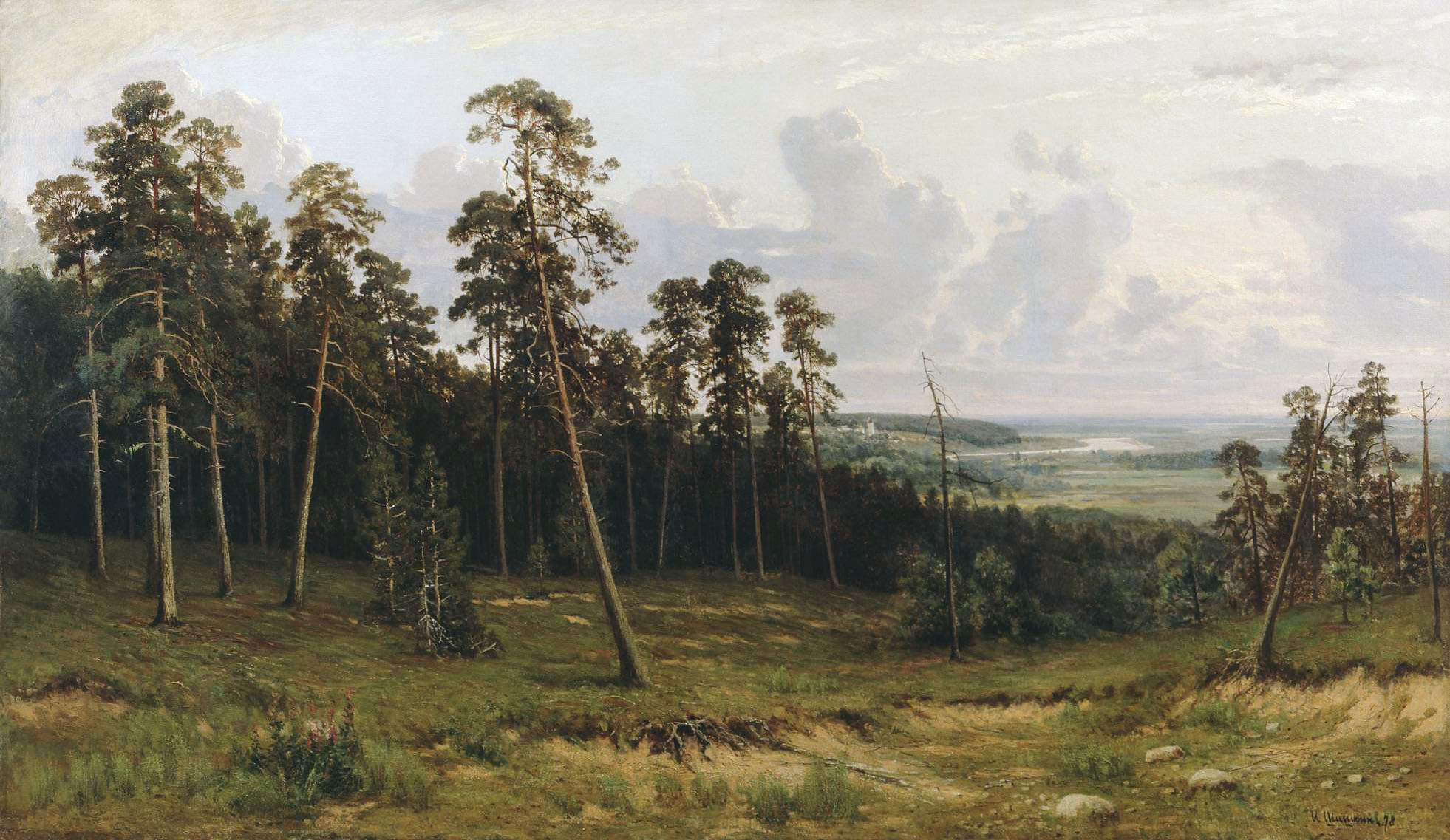
«Опушка леса» И. И. Шишкин, холст, масло
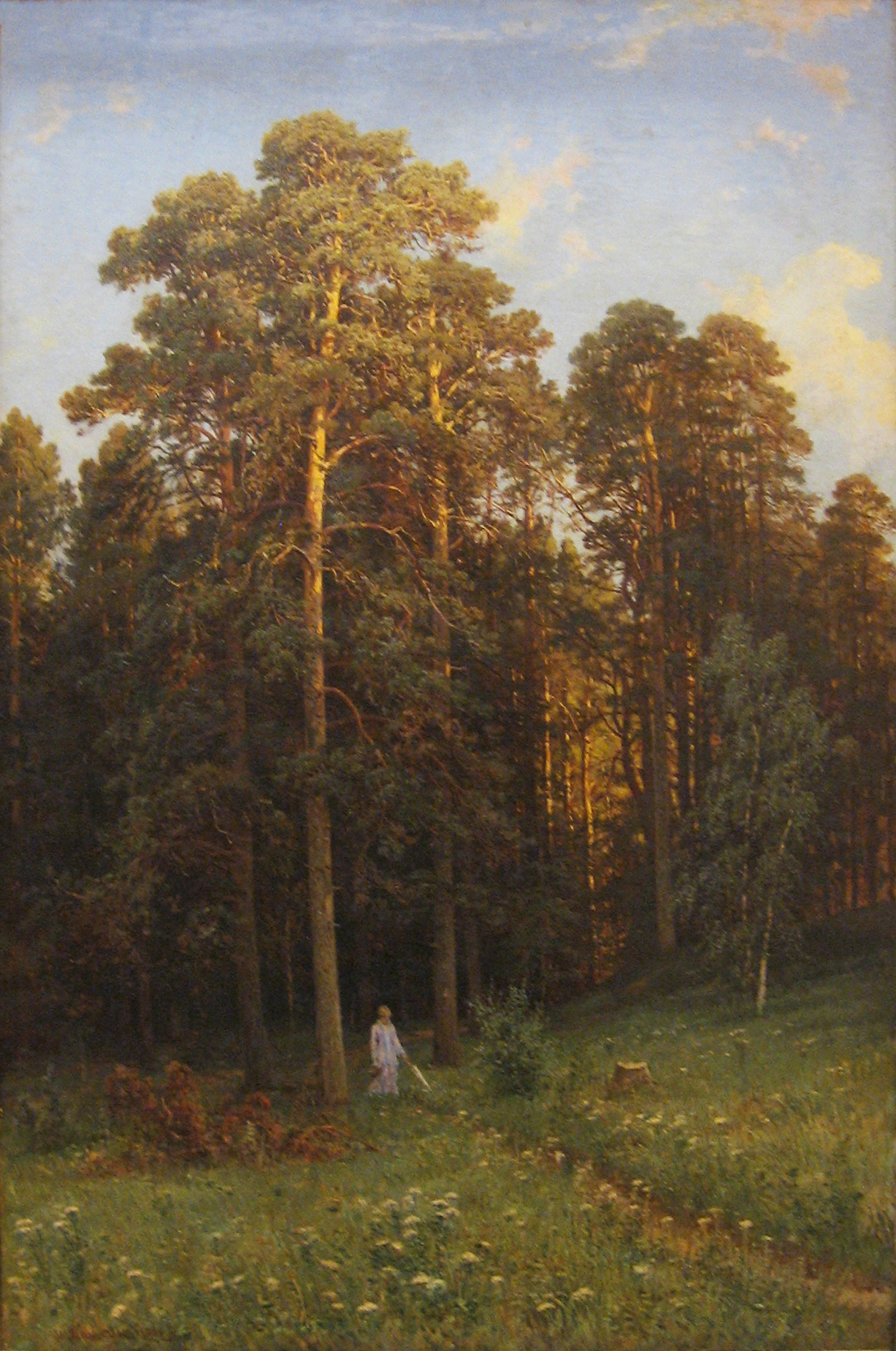
«На опушке соснового леса»; И. И. Шишкин, 1882 Львовская галерея искусств